# Маршаль, Эли
Эли Маршаль (фр. Élie Marchal; 1839—1923) — бельгийский миколог и ботаник-систематик.

## Биография
Эли Маршаль родился 1 марта 1839 года в коммуне Вазиньи в Арденнах. Вскоре после его рождения семья переехала в Эбли. Маршаль учился в средней школе в Нёфшато, затем получил учительское образование в Нивели.
С 1861 по 1871 Маршаль преподавал в школах в Виртоне, Ате, Визе и Масейке. С 1871 года Эли работал в Брюссельском ботаническом саду. С 1872 по 1880 он также преподавал в сельскохозяйственном училище в Вилворде. В 1881 году он был назначен профессором ботаники в учительской школе Брюсселя.
В 1899 году Маршаль ушёл на пенсию и переехал в Жамблу. Там Эли вместе с сыном Эмилем Жюлем Жозефом изучали размножение двудомных мхов, за что были удостоены медали Демазьера Парижской академии наук.
Эли Маршаль скончался 19 февраля 1923 года в Жамблу.
Основной гербарий Эли Маршаля хранится в Национальном ботаническом саду Бельгии в Мейсе (BR).

## Роды, названные в честь Э. Маршаля
- Marchalia Sacc., 1889 [syn.  Cocconia Sacc., 1889]
- Marchaliella G.Winter ex E.Bommer & M.Rousseau, 1891 [syn.  Testudina Bizz., 1885]

## Некоторые научные работы
- Marchal, É. (1879) Révision des Hédéracées américaines. Bull. Acad. r. Belgique ser. 2. 47(1): 70—96.